# Andrea Lenzi
Andrea Lenzi (29 de junio de 1988) es un deportista italiano que compitió en remo  como timonel.
Ganó cuatro medallas en el Campeonato Mundial de Remo entre los años 2006 y 2010, y una medalla de plata en el Campeonato Europeo de Remo de 2010.

## Palmarés internacional
| Campeonato Mundial | Campeonato Mundial          | Campeonato Mundial | Campeonato Mundial      |
| Año                | Lugar                       | Medalla            | Prueba                  |
| ------------------ | --------------------------- | ------------------ | ----------------------- |
| 2006               | Eton (Reino Unido)          | Medalla de oro     | Ocho con timonel ligero |
| 2007               | Múnich (Alemania)           | Medalla de bronce  | Ocho con timonel ligero |
| 2009               | Poznań (Polonia)            | Medalla de oro     | Ocho con timonel ligero |
| 2010               | Cambridge (Nueva Zelanda)   | Medalla de plata   | Dos con timonel         |
| Campeonato Europeo |                             |                    |                         |
| Año                | Lugar                       | Medalla            | Prueba                  |
| 2010               | Montemor-o-Velho (Portugal) | Medalla de plata   | Dos con timonel         |